# 畑健二郎
畑健二郎（1975年10月19日—），日本男性漫画家。出生於福岡縣福岡市出身，血型A型。久米田康治為其師父。大阪藝術大學藝術學部畢業。

## 作品
- （2002年11月増刊号、週刊少年Sunday特別增刊R）
- （2003年2月号、週刊少年Sunday超增刊）
- （2003年7 - 11月号、週刊少年Sunday超增刊）
- （2004年10号、週刊少年Sunday） （收錄在『少年Sunday公式手冊 旋風管家！』中。）
- 旋風管家（ハヤテのごとく!），全52卷（2004年45号 - 2017年20号、週刊少年Sunday）
- 現視研第9卷 特裝版 別冊附錄漫畫（2006年）
- 那就是聲優，擔任作畫（2011年至2017年8月、原作：浅野真澄、同人誌型態）
- 邁向星世界！（アド アストラ ペル アスペラ；AD ASTRA★PER ASPERA），共1卷（2015年40号 -、週刊少年Sunday）（月刊、現在連載停止中。）
- 總之就是很可愛（トニカクカワイイ）（2017年12号 - 連載中、週刊少年Sunday）

### 單行本
- 畑健二郎初期作品集 旋風管家！之前（畑健二郎初期作品集 ハヤテのごとく!の前）全1卷

收錄：海之勇者救生戰士、神賜的Rocket Punch!!

## 外部連結
- （日語） ハヤテのごとく！ （页面存档备份，存于），週刊少年Sunday上，旋風管家的網頁。
- （日語） 週刊少年Sunday的畑健二郎個人網頁 （页面存档备份，存于）
- 畑健二郎的X（前Twitter）